# رود می‌سی‌سی‌پی
رود می‌سی‌سی‌پی (به انگلیسی: Mississippi River) رود اصلی بزرگترین حوضهٔ آبریز در آمریکای شمالی و چهارمین رود بلند دنیا است.

## موقعیت جغرافیایی
تمام طول این رودخانه در داخل خاک ایالات متحده قرار گرفته (هر چند بخش‌هایی از حوزه‌های بارندگی حوزه آبریز آن در داخل خاک کشور کانادا است). این رودخانه از دریاچه آیتاسکا در ایالت مینه‌سوتا در شمال ایالات متحده شروع می‌شود و با مسیری ملایم به سمت جنوب جریان می‌یابد. سرانجام پس از طی مسیری ۲۳۲۰ مایلی (۳۷۳۰ کیلومتر) از طریق دلتای رود می‌سی‌سی‌پی در ایالت لویزیانا به خلیج مکزیک می‌ریزد. می‌سی‌سی‌پی چهارمین رود طویل و دهمین رود بزرگ دنیا رتبه‌بندی شده‌است. مسیر رودخانه از ایالت‌های مینه‌سوتا، ویسکانسین، ایلینوی، میسوری، کنتاکی، تنسی، آرکانزاس، می‌سی‌سی‌پی، و لویزیانا عبور می‌کند.
از به جای ماندن آبرفت‌های این رود پرآب در آمریکای شمالی جلگهٔ می‌سی‌سی‌پی به وجود آمده‌است.
بیشترین اختلاف سطح و بلندترین سد بر روی این رودخانه در بالادست رودخانه به نام سد و دریچه آبشار سنت آنتونی در مینیاپولیس است. در بالای سد ارتفاع آب رودخانه ۲۴۴ متر و در پایین ارتفاع آب ۲۳۰ متر است. این اختلاف نزدیک به ۱۵ متری بیشترین اختلاف سطح آب رودخانهٔ می‌سی‌سی‌پی می‌باشد. دلیل اصلی این اختلاف سطح وجود آبشار سنت آنتونی است که اکنون در پشت سد بتونی جای مانده‌است. آبشار سنت آنتونی تنها آبشار واقعی بر روی می‌سی‌سی‌پی بود. عمق آب بعد از آبکند زیر آبشار به تدریج کم می‌شود.

## مکان‌ها
- سد و دریچه کشتیرانی آبشار سنت آنتونی، شهر مینیاپولیس.
- یادبود توسعه ملی جفرسون، ایالت میسوری.